# Parteienfinanzierung
Die Parteienfinanzierung als Begriff der Politikwissenschaft umfasst Einnahmen, Ausgaben und Vermögensentwicklung der politischen Parteien.
Die Einnahmen politischer Parteien stammen in den meisten Demokratien aus vier Hauptquellen: Mitgliedsbeiträge, Parteispenden, (direkte und indirekte) öffentliche Zuwendungen sowie Mandatsträgerabgaben/Parteisteuern (Abgaben bzw. „Sonderbeiträge“ von Abgeordneten und Ministern). Diese Einnahmearten haben bei Parteien in den verschiedenen Ländern unterschiedliche Bedeutung. Zuweilen tragen bei einzelnen Parteien zusätzlich Erträge aus der Beteiligung an wirtschaftlichen Unternehmen zur Finanzierung bei.
Die Parteienfinanzierung ist abzugrenzen vom weiter gefassten Begriff der Politikfinanzierung, welche auch die Finanzierung der Fraktionen in supranationalen, nationalen, regionalen und kommunalen Parlamenten, der Abgeordneten (und ihrer Mitarbeiter) in Parlamenten aller Art sowie ggf. der politischen Stiftungen mit einbezieht.

## Einzelne Länder

### Deutschland

#### Arten der Parteifinanzierung
Im internationalen Vergleich zeichnet sich die Parteienfinanzierung in Deutschland durch einige Besonderheiten aus. Der Anteil der Mitgliedsbeiträge an den Einnahmen der Parteien ist relativ hoch (bei sinkenden Mitgliederzahlen und hohen Durchschnittsbeiträgen), der Anteil der Parteispenden ist deutlich geringer, jedenfalls der Spenden von juristischen Personen. Dieser betrug 2008 durchschnittlich 5 %. Die Bedeutung von Spenden für die Parteienfinanzierung in Deutschland hat sich seit den siebziger Jahren erheblich geändert. Während (große und kleine) Spenden im Jahre 1972 noch 44–45 % aller Einnahmen von CDU und CSU ausmachten (bei der FDP 1976 sogar 51 %), stammten aus dieser Geldquelle 2011–2012 noch 13–19 % der Gesamteinnahmen von CDU, CSU und FDP.
Bei der öffentlichen Finanzierung der Parteitätigkeit werden in Deutschland unterschiedliche Wege nebeneinander genutzt: Die staatliche Teilfinanzierung (früher: Wahlkampfkostenerstattung) deckt einen beachtlichen Teil der Gesamtkosten. Hinzu kommen die steuerliche Begünstigung von „Kleinspenden“, Mitgliedsbeiträgen und Mandatsträgerabgaben. Als weitere Formen der indirekten Finanzierung sind kostenlose Sendezeiten für Wahlwerbung in öffentlichem Rundfunk und Fernsehen sowie die Bereitstellung von Plakatflächen durch kommunale Behörden zu erwähnen. In den Grenzbereich zur Politikfinanzierung gehören öffentliche Mittel für die Arbeit von Parlamentsfraktionen und die „Globalzuschüsse“ an die politischen Stiftungen.
Als Konsequenz aus Artikel 21 Grundgesetz berichten die deutschen Parteien durch internetverfügbare Bundestags-Drucksachen alljährlich über alle Einnahmen, Ausgaben und den Stand ihres Vermögens für sämtliche Organisationsebenen (Bund, Land, Kreis und Gemeinde). „Dieser Grad an Transparenz wird von keiner anderen westlichen Demokratie auch nur ansatzweise erreicht“. Am 4. Dezember 2009 hat die Staatengruppe des Europarates gegen Korruption (GRECO) Deutschland weitergehende Regelungen empfohlen, so etwa die Veröffentlichung von Rechenschaftsberichten für Wahlkämpfe, ein generelles Verbot für anonyme Spenden, eine deutliche Absenkung der Publizitätsgrenze von derzeit € 10.000. Das Ergebnis einer international vergleichenden empirischen Analyse von Unternehmensspenden unterstützt die Transparenzforderung für Firmenspenden.
Der Innenausschuss des Deutschen Bundestages lehnte diese Vorschläge mit der Mehrheit der (damaligen) Regierungsparteien CDU/CSU und FDP ab.
Unabhängige Wahlkreisbewerber (Direktkandidaten), für die mindestens 10 % der gültigen Erststimmen abgegeben wurden, erhalten für jede gültige Erststimme eine Wahlkampfkostenerstattung.

#### Einschränkung staatlicher Finanzierung bei festgestellter Verfassungsfeindlichkeit
Nach dem Scheitern des NPD-Verbotsverfahrens im Jahr 2017 hatte der Gesetzgeber durch die Änderung von Artikel 21 Grundgesetz in Gestalt des neuen Absatzes 3 und 4 die Möglichkeit für einen Ausschluss von der staatlichen Finanzierung geschaffen. 2019 hatten dann Bundestag, Bundesrat und Bundesregierung gemeinsam den 150-seitigen Antrag gestellt, die NPD von der Parteienfinanzierung auszuschließen. Mit Urteil vom 23. Januar 2024 schloss das Bundesverfassungsgericht die frühere NPD (=Die Heimat) von der staatlichen Parteienfinanzierung aus.

### Frankreich
In Frankreich sahen sich alle Parteien lange Zeit berechtigt, ihren politischen Einfluss auf Bau- und Rüstungsvorhaben in Parteispenden umzuwandeln. Auch kam es zu großen Parteispenden, speziell vor Wahlen, aus ehemaligen Kolonien Frankreichs an Parteien oder einzelne Politiker.
Der Journalist Jean Montaldo veröffentlichte 1994 ein Buch unter dem Titel Mitterrand und die 40 Räuber. Darin warf er Mitterrand vor, Korruption sozialistischer Parteifreunde um sich geduldet zu haben und sich mit fragwürdigen Freunden wie Bernard Tapie zu umgeben. Montaldo stützte sich dabei überwiegend auf angebliche Informationen von François de Grossouvre. Dieser war über 35 Jahre einer der engsten Vertrauten Mitterrands und beging 1994 im Élysée-Palast Suizid.
Im Sommer 2010 gab es zwei Spendenaffären: eine um den Staatspräsidenten Sarkozy, eine um seinen Arbeitsminister Éric Woerth.
Das Wahlrecht wurde in Frankreich mit dem Parité-Gesetz 2000 geändert. Seitdem erhalten Parteien weniger Geld, wenn sie die gesetzlichen Vorgaben nach einer Frauenquote innerhalb ihrer Fraktionen nicht einhalten.

### Niederlande
In den Niederlanden gibt es seit 1999 ein Gesetz zur Unterstützung von Parteien. Eine so begünstigte Partei erhält einen Grundbetrag und zusätzlich Geld pro Parlamentsmitglied und pro Mitglied (ab tausend Mitgliedern, die mindestens je 12 € im Jahr zahlen). Dazu kommen:
- kostenlose Sendezeit im Rundfunk
- Geld für Personal von Fraktionen
- Die meisten Parteien verlangen von Volksvertretern, dass sie einen Teil ihrer Diäten an die Partei abführen.

Dazu kommen private Spenden. Ab 4.537,80 € muss der Spender veröffentlicht werden. Allerdings gilt dies nur für Parteien, die tatsächlich Unterstützung durch das besagte Gesetz erhalten. Die Partij voor de Vrijheid hat streng genommen nur ein einziges Mitglied und profitiert daher nicht von staatlicher Unterstützung, muss aber nicht die Namen ihrer Spender bekanntgeben. Sie wehrt sich besonders gegen Pläne, die Veröffentlichungspflicht für alle Parteien einzuführen.
Skandale mit Bezug zur Parteienfinanzierung gibt es kaum.

### Österreich
Auch in Österreich sind Parteien im 19. Jh. als freiwillige Organisationen von Bürgern entstanden, die sich ursprünglich nur aus Mitgliedsbeiträgen und Spenden finanzierten. Inzwischen sind mit den Mandatsträgerabgaben („Parteisteuern“) und öffentlichen Mitteln weitere Säulen der Mittelbeschaffung hinzugekommen. Grundlage für die öffentliche Parteienfinanzierung sind in Österreich das Parteiengesetz („PartG“) und das Parteienförderungsgesetz („PartFörG“), zuletzt neu gefasst 2012. Im Rahmen dieses „Transparenzpakets“ sind im Juli 2012 zahlreiche neue Vorschriften in Kraft getreten, darunter verschärfte Offenlegungspflichten u. a. für Spenden (jetzt über 7.260 EUR). Auch die nicht im Nationalrat vertretenen Parteien haben im Wahljahr Anspruch auf Fördermittel für ihre Tätigkeit (Wahlkampfkostenrückerstattung), falls sie mehr als ein Prozent der gültigen Stimmen erhalten haben.
Das österreichische Recht unterscheidet zwischen der (auf dem Stimmzettel erscheinenden) wahlwerbenden Partei, der für das politische Tagesgeschäft zuständigen politischen Partei und den Parlamentsklubs (in Deutschland Fraktionen genannt) mit jeweils unterschiedlichen Einnahmen. Klubs werden seit 1963 gefördert; aktuelle Grundlage ist das Klubfinanzierungsgesetz von 1985. Daneben werden parteinahe Organisationen (darunter im Rahmen der Presseförderung auch die Parteimedien) und Politische Akademien gefördert.
Im Jahr 2009 wurden die Parlamentsklubs mit 18,5 Mio. EUR gefördert, es folgten die Öffentlichkeitsarbeit nach § 2 PartG mit 16 Mio. EUR, die Wahlkampfkostenrückerstattung mit 12,4 Mio. EUR und die Parteiakademien mit 11,6 Mio. EUR, gesamt: 58,6 Mio. EUR. Die Förderung nach § 2 PartG (der eigentliche Kern der öffentlichen Parteienförderung) war zuletzt leicht rückläufig und betrug im Jahr 2012 15,3 Mio. EUR, darunter 4,6 Mio. EUR für die SPÖ vor der ÖVP mit 4,1 Mio. EUR. Die Parteien- und Klubförderung auf Ebene von Bund und Ländern, betrug 2014 insgesamt 205 Millionen Euro. ÖVP und SPÖ allein erhielten 63,8 bzw. 60,2 Millionen.
Im März 2019 wurde vom Nationalrat eine Änderung der Valorisierungsklausel rückwirkend mit 1. Jänner 2019 beschlossen. Gemäß dem Gesetzesbeschluss sollen die Förderungen künftig jedes Jahr automatisch steigen und nicht erst bei Erreichen eines Inflationsschwellenwerts von 5 Prozent. Für 2019 wurde eine Erhöhung um zwei Prozent beschlossen.

### Polen
Die Finanzierung der Parteien in Polen ist im Parteiengesetz (ustawa o partiach politycznych) geregelt. Im Jahr 2001 wurde eine Finanzierung der Parteien aus Staatsmitteln eingeführt. Diese Umstellung der Finanzierung sollte mehreren Anforderungen gerecht werden. So sollten die Möglichkeiten der Korruption verringert werden, der finanzielle Druck der Parteien gemindert und jüngeren Parteien bessere Chancen gegeben werden. Seit 2001 dürfen sich die Parteien nur durch die staatlichen Mittel, Mitgliedsbeiträge und Erbschaften finanzieren. Spenden sind nur von natürlichen Personen und hier auch nur in begrenzter Höhe erlaubt.
Recht auf eine Unterstützung hat jede Partei die bei einer landesweiten Parlamentswahl mindestens 3 % der Stimmen erringt, die Höhe der Unterstützung hängt von dem Wahlergebnis ab. 2008 flossen insgesamt 107 Millionen Złoty aus dem Staatshaushalt an die Parteien, 2002 waren es 37 Millionen. Als Schwäche des Systems wurden festgestellt, dass die Parteienlandschaft dadurch die Passivität der Parteien fördert und neue Parteien weniger Chancen haben in den Sejm zu gelangen. Die Mehrheit der Polen ist weiterhin gegen eine staatliche Finanzierung der Parteien. Anfang 2009 wurde von der Partei Lewica i Demokraci (Linke und Demokraten) ein Änderungsvorschlag eingebracht, der nach einigen Änderungen im April 2009 vom Sejm verabschiedet wurde. Da der polnische Präsident Lech Kaczyński Zweifel an der Verfassungskonformität des Gesetzes hatte, legte er es dem polnischen Verfassungsgericht vor.

### Schweiz
Die Schweiz gehörte bis 2022 zu den wenigen europäischen Ländern, die über keine besonderen gesetzlichen Bestimmungen zu den politischen Parteien verfügen, weder zu deren Finanzierung noch zur Finanzierung von Wahlkampagnen. Die GRECO, eine Organisation des Europarates, empfahl der Schweiz daher im Jahr 2011, Vorschriften über die Buchführung und Offenlegung von Spenden durch die Parteien einzuführen. 2022 wurde ein revidiertes Gesetz in Kraft gesetzt, welches Transparenzregeln bei der Politikfinanzierung enthält, welche erstmals für die Nationalratswahlen 2023 galten.

### USA
Die Begriffe „Geld in der Politik“ (“Money in politics”, Herbert Alexander) oder „Kosten der Demokratie“ (“Costs of Democracy”, Alexander Heard) beziehen sich in den USA vor allem auf Wahlkampffinanzierung („campaign finance“). Dieser Begriff umfasst alle finanziellen Mittel, die aufgewendet werden, um das Ergebnis einer Wahl (oder Abstimmung) zu beeinflussen. Träger der Wahlkampffinanzierung sind Political Action Committees (PACs), die u. a. von Kandidaten, Parteien, Interessengruppen (-verbänden) oder großen Unternehmen betrieben werden. Die größten Ausgabepositionen in den Wahlkämpfen der Einzelstaaten und für die Ämter der Bundesebene beziehen sich auf den Kauf von Sendezeit bei privaten Rundfunk- und Fernsehsendern.
In den USA gibt es keine staatlich geregelte Finanzierung der dortigen Parteien. Stärker als in Deutschland geht daher dort der Wahlkampf mit der Suche nach finanzieller Unterstützung durch Privatpersonen einher, die aber auf einen Höchstbeitrag pro Individuum begrenzt ist. Dies führt zu einer größeren Abhängigkeit der Parteien von privaten Geldgebern, andererseits werden diese Verbindungen auch eher offengelegt als das z. B. in Deutschland der Fall ist.

## Europäische Union
Seit dem Vertrag von Amsterdam 1997 ist für politische Parteien auf europäischer Ebene eine Finanzierung aus dem Haushalt der Europäischen Union vorgesehen. Die Voraussetzungen für eine Parteienfinanzierung sind in der EU-Verordnung 2004/2003 festgelegt. Derzeit sind zehn Europaparteien vom Europaparlament anerkannt.
Die Aufteilung der Finanzmittel erfolgt wie folgt: 15 % der Gesamtsumme werden auf alle Parteien gleichmäßig verteilt. Die restlichen 85 % werden proportional zur Anzahl ihrer Europaparlamentarier auf die Parteien verteilt.
Liste der Parteienfinanzierung in Euro pro Jahr (Stand Februar 2020):

|          | 2004      | 2005      | 2006      | 2007      | 2008      | 2009       | 2010       | 2011       | 2012       | 2013       | 2014       | 2015       | 2016       | 2017       | 2018       | 2019 *       | 2020 *       |
| -------- | --------- | --------- | --------- | --------- | --------- | ---------- | ---------- | ---------- | ---------- | ---------- | ---------- | ---------- | ---------- | ---------- | ---------- | ------------ | ------------ |
| ALDE     | 462.661   | 819.563   | 883.500   | 1.022.344 | 1.115.665 | 1.179.191  | 1.553.984  | 1.815.770  | 1.950.344  | 2.232.476  | 2.812.798  | 2.093.480  | 2.337.149  | 2.449.108  | 2.674.543  | 4.564.976    | 5.420.315    |
| ECPM     |           |           |           |           |           |            | 208.359    | 259.852    | 241.807    | 305.012    | 387.534    | 460.950    | 493.129    | 499.993    | 624.532    | 921.217      | 598.583      |
| EKR      |           |           |           |           |           |            | 327.164    | 632.626    | 1.138.751  | 1.402.596  | 1.943.434  | 1.574.463  | 2.291.591  | 1.439.310  | 1.253.918  | 4.422.345    | 3.600.000    |
| EDP      | 69.862    | 253.933   | 163.571   | 152.611   | 407.693   | 249.084    | 423.886    | 370.916    | 362.826    | 436.636    | 564.673    | 456.896    | 517.925    | 532.072    | 532.075    | 887.400      | 855.000      |
| EFA      | 163.222   | 217.906   | 220.914   | 215.198   | 226.600   | 226.600    | 339.152    | 392.280    | 382.259    | 438.864    | 525.955    | 635.911    | 777.490    | 779.408    | 628.696    | 1.327.049    | 1.134.331    |
| EGP      | 171.461   | 568.261   | 581.000   | 631.750   | 641.534   | 643.562    | 1.054.999  | 1.298.539  | 1.333.372  | 1.563.218  | 1.917.890  | 1.665.874  | 1.795.489  | 1.865.999  | 2.244.342  | 3.518.721    | 3.932.126    |
| EVP      | 1.051.469 | 2.398.941 | 2.914.060 | 3.156.414 | 3.354.754 | 3.485.708  | 4.959.462  | 6.183.988  | 6.482.714  | 6.463.606  | 9.326.735  | 8.053.043  | 6.917.555  | 8.018.034  | 7.356.802  | 15.663.000   | 11.134.961   |
| IDP      |           |           |           |           |           |            |            |            |            |            |            | 400.778    | 785.076    | 525.296    | 1.045.592  | 2.425.515    | 3.932.126    |
| SPE      | 1.093.853 | 2.489.175 | 2.580.000 | 2.992.218 | 3.027.647 | 3.100.000  | 3.395.323  | 4.117.825  | 4.323.313  | 4.985.351  | 5.297.172  | 5.828.179  | 7.154.167  | 6.901.688  | 6.309.079  | 11.475.000   | 9.067.500    |
| EL       | 120.895   | 365.868   | 439.019   | 524.251   | 536.539   | 562.405    | 708.080    | 846.936    | 835.049    | 947.500    | 1.219.120  | 1.484.078  | 1.594.189  | 1.342.594  | 1.513.876  | 2.250.000    | 2.160.000    |
|          |           |           |           |           |           |            |            |            |            |            |            |            |            |            |            |              |              |
| ADDE     |           |           |           |           |           |            |            |            |            |            |            | 820.725    | 0          | 0          |            |              |              |
| AIDE     |           |           | 170.064   | 239.410   | 303.051   |            |            |            |            |            |            |            |            |            |            |              |              |
| AEN      | 83.964    | 114.330   | 144.809   | 159.138   | 206.376   | 384.558    |            |            |            |            |            |            |            |            |            |              |              |
| AENM     |           |           |           |           |           |            |            |            | 186.292    | 350.294    | 363.131    | 292.013    | 228.616    | 342.788    |            |              |              |
| APF      |           |           |           |           |           |            |            |            |            |            |            |            | 328.661    | 27.055     |            |              |              |
| CVF      |           |           |           |           |           |            |            |            |            |            |            |            |            | 0          |            |              |              |
| EUD      |           |           | 57.763    | 226.280   | 153.821   | 217.167    | 176.069    | 166.803    | 195.364    | 196.644    | 273.686    | 292.428    | 238.050    | 0          |            |              |              |
| EAF      |           |           |           |           |           |            |            | 368.262    | 357.089    | 384.064    | 521.198    | 494.264    | 390.696    | 0          |            |              |              |
| MELD     |           |           |           |           |           |            |            |            | 457.730    | 593.589    | 634.779    | 43.689     |            |            |            |              |              |
| Libertas |           |           |           |           |           | 0 *        |            |            |            |            |            |            |            |            |            |              |              |
| Summe    | 3.217.387 | 7.227.977 | 8.154.700 | 9.319.614 | 9.973.680 | 10.048.275 | 13.146.478 | 16.453.797 | 18.246.910 | 20.299.850 | 25.788.105 | 24.596.771 | 25.498.783 | 24.723.345 | 24.183.455 | 47.455.223 * | 41.834.942 * |

Parteien in kursiv sind nicht (mehr) registriert.

## Internationaler Vergleich
Bei einer Betrachtung der Parteienfinanzierung in unterschiedlichen Ländern lassen sich die Ausgabenschwerpunkte, die wichtigsten Einnahmequellen und die gesetzlichen Regeln (für die finanziellen Aspekte der Parteitätigkeit) vergleichend gegenüberstellen. In den meisten Ländern (wichtige Ausnahme: USA) handelt es sich bei den Organisationen, die Geldmittel für politische Zwecke einwerben und ausgeben, um Parteien, genauer gesagt um Parteizentralen oder regionale und lokale Gebietsverbände.

### Ausgaben
Parteibezogene Ausgaben für den politischen Wettbewerb können sich beziehen auf
- Wahlkämpfe von Kandidaten, Unterstützergruppen (Proponentenkomitees), Interessengruppen oder politischen Parteien,
- innerparteiliche Wettbewerbe um die Nominierung von (Parlaments-)Kandidaten (z. B. primaries),
- Aus- und Fortbildung (Training) von Parteiaktivisten, Parteifunktionären oder Kandidaten,
- Entwicklung von Politikentwürfen (Programmen oder Einzelmaßnahmen) durch Parteien oder parteinahe Organisationen,
- den laufenden Betrieb von Parteiorganisationen in Hauptstädten und/oder auf örtlicher Ebene,
- Bemühungen um die politische Information von Bürgern (auch im Hinblick auf Volksbegehren und Volksabstimmungen).

Die Ausgabenschwerpunkte der Parteizentralen liegen bei Öffentlichkeitsarbeit und Wahlkämpfen, Massenmedien (einschließlich Werbeflächen und Großveranstaltungen), Gehältern und Sozialleistungen für hauptberufliche Parteiangestellte, Dienstleistungen von Werbeagenturen und Kommunikationsberatern („spin doctors“) und Aufwendungen für Büroräume (einschließlich Mieten und Betriebskosten). Lokale Parteiorganisationen (wie Wahlkreisparteien oder Kreisverbände), die in hohem Maße auf die freiwillige, unbezahlte Mitarbeit von Parteiaktivisten und anderen Helfern angewiesen sind, geben Geld vor allem für Post- und Telekommunikationsleistungen sowie die Miete und Betriebskosten von Büroräumen aus, die als Mittelpunkte der örtlichen Parteiaktivität dienen.
Für die Gesamtkosten der Parteitätigkeit hat die Carl von Ossietzky Universität Oldenburg Vergleichsdaten vorgelegt. Danach zählen Israel, Italien, Japan und Österreich zu den teuersten Demokratien der Welt. Demgegenüber gelten Australien, Kanada, Großbritannien und die Niederlande als „kostengünstige“ Demokratien. Zum Mittelfeld gehören u. a. Deutschland, Frankreich, Irland und die USA. „Die Dauer demokratischer Tradition wirkt kostensenkend; in Entwicklungsländern und Transformationsstaaten sind die Kosten des Parteienwettbewerbs durch Aufwendungen für ‚Stimmenkauf‘ erheblich höher als in gefestigten demokratischen Strukturen mit langer Gewöhnung an einen unpersönlichen Parteienwettbewerb.“

### Einnahmen
Einnahmen für politische Zwecke können stammen von
- einzelnen Bürgern, die als Parteimitglieder regelmäßig Beiträge oder als Parteianhänger gelegentliche Zuwendungen (Kleinspenden) leisten,
- wohlhabenden Einzelpersonen, gesellschaftlichen Organisationen (insbesondere Interessenverbänden) oder Unternehmen, die durch größere Zuwendungen (Großspenden) bestimmte politische Vorstellungen unterstützen oder sich Zugang zu politischen Akteuren bzw. Ämtern verschaffen wollen,[30]
- aus öffentlichen Kassen, die direkt oder indirekt (unter bestimmten Voraussetzungen) die politische Tätigkeit von Parteien fördern.

G. M. Gidlund hat diese drei Arten der Geldbeschaffung als Basisfinanzierung, plutokratische Finanzierung bzw. öffentliche Finanzierung bezeichnet.

### Gesetzliche Regelungen
Viele Demokratien haben inzwischen gesetzliche Regelungen für die Parteienfinanzierung (Parteifinanzregime) geschaffen. Solche Regeln können
- Verbote und Begrenzungen für bestimmte Einnahmen und Ausgaben betreffen,
- den Umfang, die Verteilung und den Zugang zur öffentlichen Zuwendungen ausgestalten,
- die Transparenz der Parteifinanzen durch regelmäßige Finanzberichte und Spenderlisten vorschreiben sowie
- Verfahrens- bzw. Strafvorschriften umfassen.

Gesetzliche Verbote von Ausgaben für parteipolitische Zwecke betreffen entweder Wahlkampfausgaben durch Nicht-Kandidaten (sog. unabhängige Ausgaben bzw. Wahlwerbung Dritter) oder den Ankauf von Sendezeit für Wahlwerbung in Rundfunk und Fernsehen. Beide Arten von Verboten stehen im Spannungsfeld von zwei Verfassungsgrundsätzen, der Chancengleichheit des politischen Wettbewerbs und der Meinungsfreiheit (von Bürgern und Organisationen).
Großbritannien begrenzt die Ausgaben der Wahlkreiskandidaten seit 1883. Kanada hat als erste Demokratie 1974 zusätzlich eine Ausgabenbegrenzung für politische Parteien und 2004 Ausgabengrenzen für Bewerber um eine Nominierung im Wahlkreis eingeführt. Der U.S. Supreme Court urteilte 1976, dass eine gesetzliche Begrenzung von Wahlkampfausgaben mit der freien Meinungsäußerung nach dem Ersten Verfassungszusatz unvereinbar, also verfassungswidrig, ist. Um wirksam zu sein, erfordert jede Begrenzung von Ausgaben im politischen Wettbewerb sorgfältige Überwachung, konsequente Durchsetzungsmaßnahmen sowie angemessene Sanktionen für evtl. Verstöße.
Im Hinblick auf Einnahmen für politische Zwecke sind gesetzliche Anreize, wie Steuervorteile oder Aufstockungsmittel (matching funds), die bestimmte Formen von Zuwendungen (wie Beiträge der Parteimitglieder oder Kleinspenden der Parteianhänger) fördern sollen, eher selten. Stärker verbreitet sind Verbote und Höchstgrenzen für bestimmte Einnahmearten. So sind etwa Spenden von Unternehmen (juristischen Personen) an Parteien (und Kandidaten) generell gesetzlich verboten in den USA (seit 1907), in Frankreich (seit 1995) und in Kanada (seit 2003).